# Kuźnica Goszczańska
Kuźnica Goszczańska – przysiółek  wsi Goszcz w Polsce, położony w województwie dolnośląskim, w powiecie oleśnickim, w gminie Twardogóra. Wchodzi w skład sołectwa Goszcz.
W latach 1975–1998 przysiółek należał administracyjnie do województwa wrocławskiego.